# Steven Paterson
Pour les articles homonymes, voir Paterson.
Steven Alexander Paterson (né le 25 avril 1975) est un homme politique, député du Parti national écossais (SNP) pour Stirling entre 2015 et 2017 ,.

## Jeunesse et éducation
Paterson est né à l'infirmerie royale de Stirling le 25 avril 1975. Il est l'aîné de deux enfants nés de Peter Paterson et Janice Paterson (née McGill). Son père est professeur d'anglais au lycée St Modan de Stirling ainsi qu'un historien local et sa mère est infirmière au conseil de santé local.
Paterson fait ses études à l'école primaire de Cambusbarron et à l'école secondaire de Stirling. Il étudie ensuite l'édition à l'Université Robert Gordon à Aberdeen et l'histoire et la politique à l'Université de Stirling où il obtient son diplôme avec distinction.

## Carrière politique
En 2006, il est nommé directeur des médias et des communications du SNP MSP Bruce Crawford. Il est élu au Conseil de Stirling lors de l'élection du Conseil de Stirling en 2007 pour le quartier Stirling Est où il domine le scrutin avec 1 821 votes de premières préférences. Lors de l'élection du Conseil de Stirling en 2012, il est réélu, une fois de plus en tête du scrutin, avec 1 278 voix de premières préférences.
En janvier 2013, Paterson est nommé chef adjoint du groupe SNP au Conseil de Stirling .
Le 15 janvier 2015, il est choisi comme candidat du SNP pour se présenter dans la circonscription de Stirling aux élections générales du 7 mai . Il arrive en premier avec 23 783 voix avec une part de 45,6% des voix et une majorité de 10 480 voix sur le parti travailliste  où leur député en exercice, Anne McGuire, prenait sa retraite.
Le 30 juin 2015, il démissionne de ses fonctions de conseiller du quartier Stirling Est .
Le 1er juillet 2015, Paterson prononce son premier discours à la Chambre des communes . Il est nommé à l'équipe de défense du SNP à Westminster qui est à l'époque dirigée par le porte-parole du SNP à la Défense Brendan O'Hara .
Paterson est battu aux élections générales de 2017 par le candidat conservateur Stephen Kerr qui remporte le siège par 148 voix.